# Hondurasi amazília
A hondurasi amazília (Polyerata luciae) a madarak osztályának sarlósfecske-alakúak (Apodiformes) rendjébe és a kolibrifélék (Trochilidae) családjába tartozó faj.
A magyar név forrással nincs megerősítve, lehet, hogy a német név tükörfordítása (Honduras-Amazilie).

## Rendszerezés
Besorolása vitatott, egyes rendszerezők a Amazilia nembe sorolják Amazilia luciae néven.

## Előfordulása
Honduras területén honos. A természetes élőhelye szubtrópusi vagy trópusi száraz erdők, síkvidéki száraz cserjések.

## Megjelenése
Testhossza 9,5 centiméter. A hímnek csillogó kék és zöld torka és a felső mellkasa van, helyenként megjelenő szürke, barna foltokkal.

## Külső hivatkozások
- Képek az interneten a fajról
- Internet Bird Collection - videók a fajról
- Xeno-canto.org - a faj hangja és elterjedési területe